# Lakselvbukt
Lakselvbukt est une localité du comté de Troms, en Norvège.

## Géographie
Administrativement, Lakselvbukt fait partie de la kommune de Tromsø.